# Rotbach (Riß, Biberach)
Der Rotbach, früher Biberbach genannt, ist ein 15 Kilometer langer Bach im oberschwäbischen Landkreis Biberach in Baden-Württemberg, der nach einem insgesamt nordöstlichen Lauf in der Kreisstadt Biberach an der Riß von links in die Riß mündet.
Der Riß fließt von derselben Seite weiter unten in Laupheim-Obersulmetingen noch ein anderer, etwas kleinerer Rotbach zu.

## Namenskunde
Der Rotbach wurde früher Biberbach genannt, weil in ihm Biber lebten. Auf diese ältere Bezeichnung gehen die Namen der durchflossenen Orte Mittelbiberach und Biberach an der Riß zurück.

## Geographie

### Verlauf
Der Rotbach entspringt auf etwa 585 m ü. NN im rund 12 km südwestlich von Mittelbiberach gelegenen Schienenwald. Von seiner Quelle an fließt der Bach nordöstlich auf Mittelbiberach zu. Kurz vor dessen Weiler Zweifelsberg speist und entwässert er dabei den rechts am Lauf auf knapp 570 m ü. NN liegenden, 1,1 ha großen Ölweiher. Hiernach lässt er das Waldgebiet, in dem und in dessen Randbereich er bisher floss, für immer hinter sich. Weiter abwärts in Mittelbiberach knickt er nach rechts ab und durchläuft nun eine südwärts ausholende, etwa 6 km lange Flussschleife, deren südlichster Punkt bei dessen Gemeindeteil Reute im Wolfental liegt. Am Rande des Siedlungsbereichs von Biberach an der Riß erreicht er danach die Verlängerung seiner Oberlauftrasse und fließt von nun an wieder nordöstlich durchs Stadtgebiet. Wenig östlich des Stadtkerns mündet er dann auf rund 530 m ü. NN in die von Süden kommende und nördlich zur Donau abfließende Riß.
Im zwischen Mittelbiberach und Biberach gelegenen Wolfental zweigt vom Rotbach der künstlich angelegte Wolfentalbach ab, der im beginnenden Biberach wieder zurückmündet.

### Einzugsgebiet
Der Rotbach entwässert 58,5 km² im Naturraum des nördlichen Alpenvorlands. Die größten Höhen im Einzugsgebiet liegen an dessen Nord- und Südseite zwischen 630 und maximal 639 m ü. NN, letztere auf einer Waldkuppe nördlich des Weilers Streitberg von Biberach.
An die nördliche Wasserscheide stößt von der anderen Seite das Einzugsgebiet des Assmannshardter Mühlbachs, der weiter abwärts in die Riß mündet. An der Ostseite nahe der von Süd nach Nord ziehenden Riß hin entwässert im Nordosten das ihres kleineren und näheren unteren Zuflusses Langestockgraben das angrenzende Gelände, weiter aufwärts dann der künstlich angelegte Untere Stadtgraben von Biberach mit seinen natürlichen linken Zuflüssen. Auch hinter der südlichen Wasserscheide erreicht der Abfluss die Riß, direkt oder weiter dem Südwesten zu über ihren linken Zufluss Federbach. Westlich des Rotbach-Einzugsgebietes liegt im Federseebecken der Federsee, der über die Kanzach oberhalb der Riß wie diese in die Donau entwässert.

### Zuflüsse und Seen
Liste der Zuflüsse und  Seen von der Quelle zur Mündung. Gewässerlänge, Seefläche, Einzugsgebiet und Höhe nach den entsprechenden Layern auf der Onlinekarte der LUBW. Andere Quellen für die Angaben sind vermerkt.
Ursprung des Rotbachs auf etwa 585 m ü. NN ca. 1,0 km südwestlich des Weilers Eggelsbach von Biberach an der Riß im Unteren Schienenwald an der Gemeindegrenze von Oggelshausen.
- Moosbach, von rechts und Ostsüdosten auf etwa 572 m ü. NN südöstlich des Gehöfts Birkhof von Ingoldingen, 2,0 km und ca. 2,8 km².[LUBW 7] Entsteht auf etwa 581 m ü. NN im Kriegerholz und nimmt bald einige Entwässerungsgräben darin auf.
- Speist und entwässert den auf knapp 570 m ü. NN rechts am Lauf liegenden Ölweiher östlich des Birkhofs und unmittelbar vor dem Weiler Zweifelsberg von Mittelbiberach, 1,1 ha.
- Birkhofgraben, von links und Südwesten auf etwa 567 m ü. NN nach den ersten Häusern von Zweifelsberg, 0,9 km und ca. 0,3 km².[LUBW 7] Entsteht auf etwa 585 m ü. NN am Birkhof.
- Aiweiher Bach, von links und Nordwesten auf 566 m ü. NN[LUBW 4] vor dem Einzelhaus Dautenmühle von Mittelbiberach, 5,1 km und 14,6 km². Entsteht auf etwa 601 m ü. NN westlich des Biberacher Weilers Hofen an der K 7555 nach Tiefenbach.
Dieser Zufluss hat sowohl eine größere Länge wie ein größeres Teileinzugsgebiet als der Rotbach bis zur Einmündung. (4,0 km und 12,0 km²)
- Zieht am Zufluss des vorigen durch eine überwiegend rechts liegende Kleinteichgruppe, zusammen ca. 0,2 ha.
- Passiert auf etwa 565 m ü. NN unterhalb der Dautenmühle eine sehr langgestreckte Wasserfläche in der rechten Aue, 0,2 ha.
- Moosweiher Bach, von links und Nordnordosten auf 564,2 m ü. NN[LUBW 4] vor der ersten Häusergruppe des Dorfs Oberdorf von Mittelbiberach, 5,3 km und 10,6 km². Entsteht auf etwa 581 m ü. NN wenig nördlich der Hofgruppe Waldhofen von Mittelbiberach.
- Landwiesengraben, von rechts und Südosten auf etwa 547 m ü. NN durch das Dorf Reute von Mittelbiberach, 3,6 km und 5,6 km². Entsteht auf etwa 600 m ü. NN im Wald östlich des Ingoldinger Weilers Voggenreute.
- Wolfenbachtalbachkanal, von links auf etwa 532 m ü. NN in Biberach neben der Kapuzinerstraße, 1,6 km. Zweigt nach dem letzten Zufluss auf etwa 538 m ü. NN wenig unterhalb des Einzelhauses Wolfentalmühle von Biberach nach links ab und läuft am linken Auenrand.
- Abgang der Oberen Stadtbach, nach links und Nordosten am Braithweg in Biberach, 0,8 km. Läuft zunächst unter dem Marktplatz und der Waaghausstraße, quert den Unteren Stadtbach und fließt dann mit ihm von rechts am Bismarckring zum Weißgerberbach zusammen.
- Querung der Unteren Stadtbach, von Süden nach Norden unter der Hindenburgstraße in Biberach. Ist linker Nebenlauf der Riß, in die er unterhalb der Stadt über den Weißgerberbach wieder zurückmündet.

Mündung des Rotbachs von links und Südwesten auf rund 330 m ü. NN an der Bahnbrücke der Eisenbahnstraße in Biberach in die Riß. Der Rotbach ist 15,2 km lang und hat ein Einzugsgebiet von 58,5 km².